# 村山神社

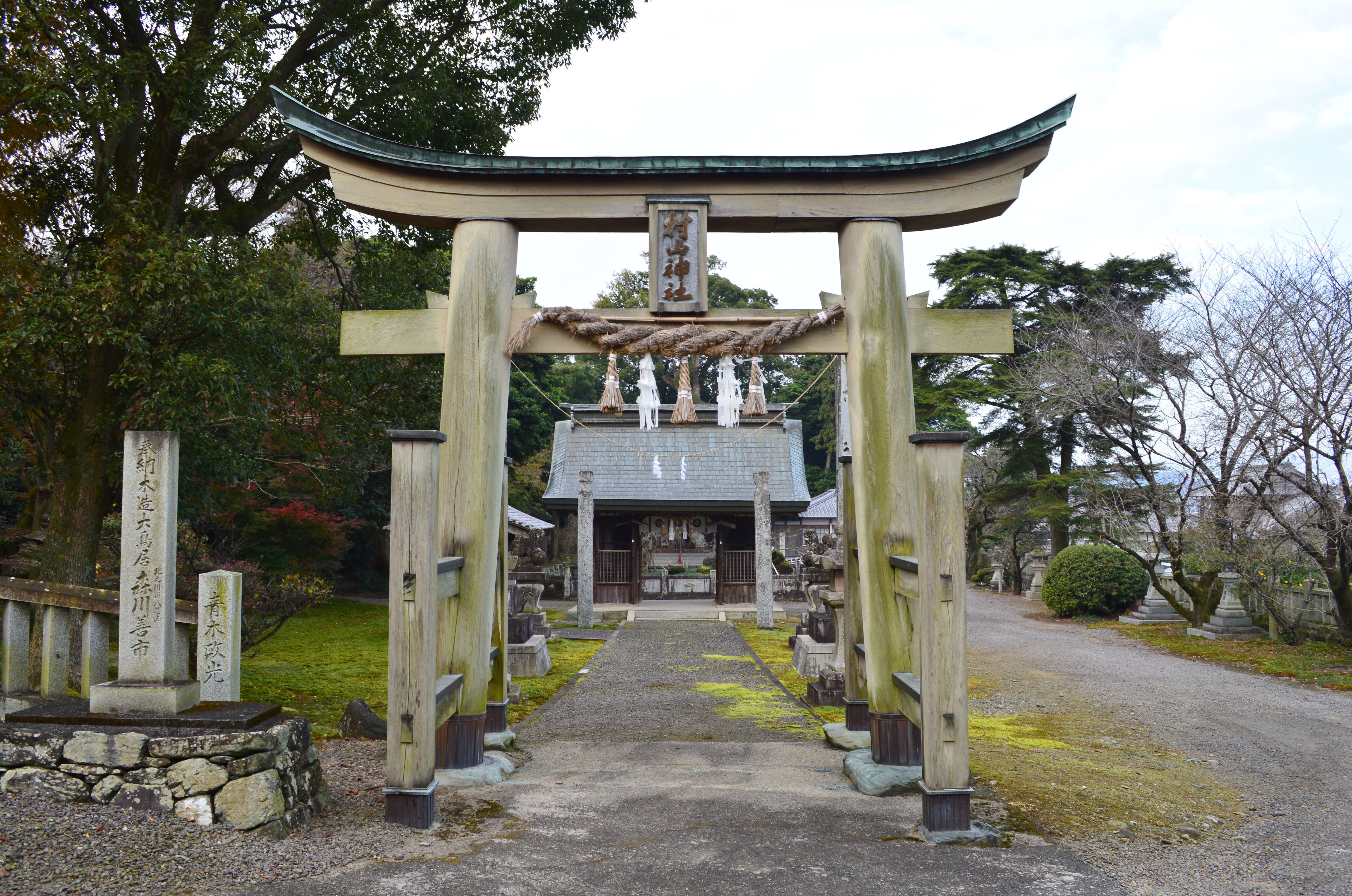
鳥居

村山神社（むらやまじんじゃ）は、愛媛県四国中央市土居町津根にある神社。式内社（名神大社）で、旧社格は県社。

## 祭神
主祭神は天照皇大神。斉明天皇・天智天皇・天児屋根命を配祀する。

## 概要
天正13年（1585年）の兵火により社殿・旧記等焼失したため、創建年代は不詳。社伝によれば、白鳳3年（674年）9月に斉明天皇と天智天皇を合祀したとされる。
村山神社の境内は、百済救援のために筑紫に向かった斉明天皇が滞在した娜大津の磐瀬行宮の跡だという。また、70体余りの木像があり、斉明天皇の近侍の像と伝えられる。社殿の前にある「お宝塚」を高貴の方の御陵とする伝承もある。
一般には、娜大津は博多湾に、磐瀬行宮は福岡市南区三宅に比定される。しかし、村山神社の由緒では、『日本書紀』に「御船還至于娜大津。居于磐瀬行宮」とあるのを根拠として、斉明天皇は伊予熟田津の石湯（道後温泉）から東へ船を還し、当地に滞在したとする。
仁寿3年853年、名神祭に預かる。貞観9年（867年）正五位下、同12年（870年）正五位上に昇叙。延喜式では名神大社に列する。
かつては伊勢神宮への参宮を上参宮、村山神社参拝を下参宮と称し、西国三十三ヵ国の人々は村山神社参拝をもって伊勢参宮に代えたと伝えられる。
河野氏や西条藩主松平家の崇敬を受け、江戸時代には伊曽乃神社などとともに西条藩の祈願所六社の一つとされた。

## 境内

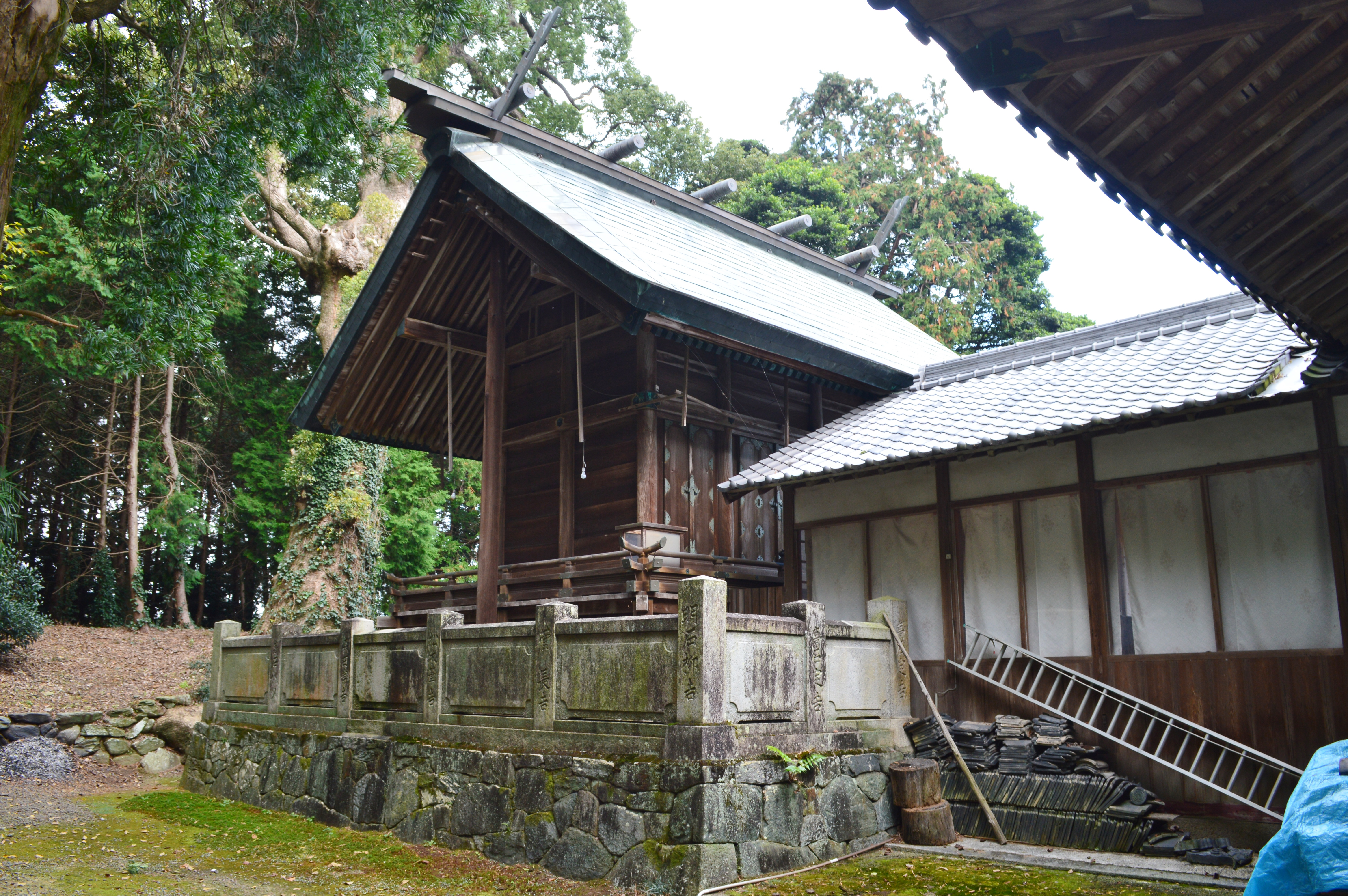
本殿
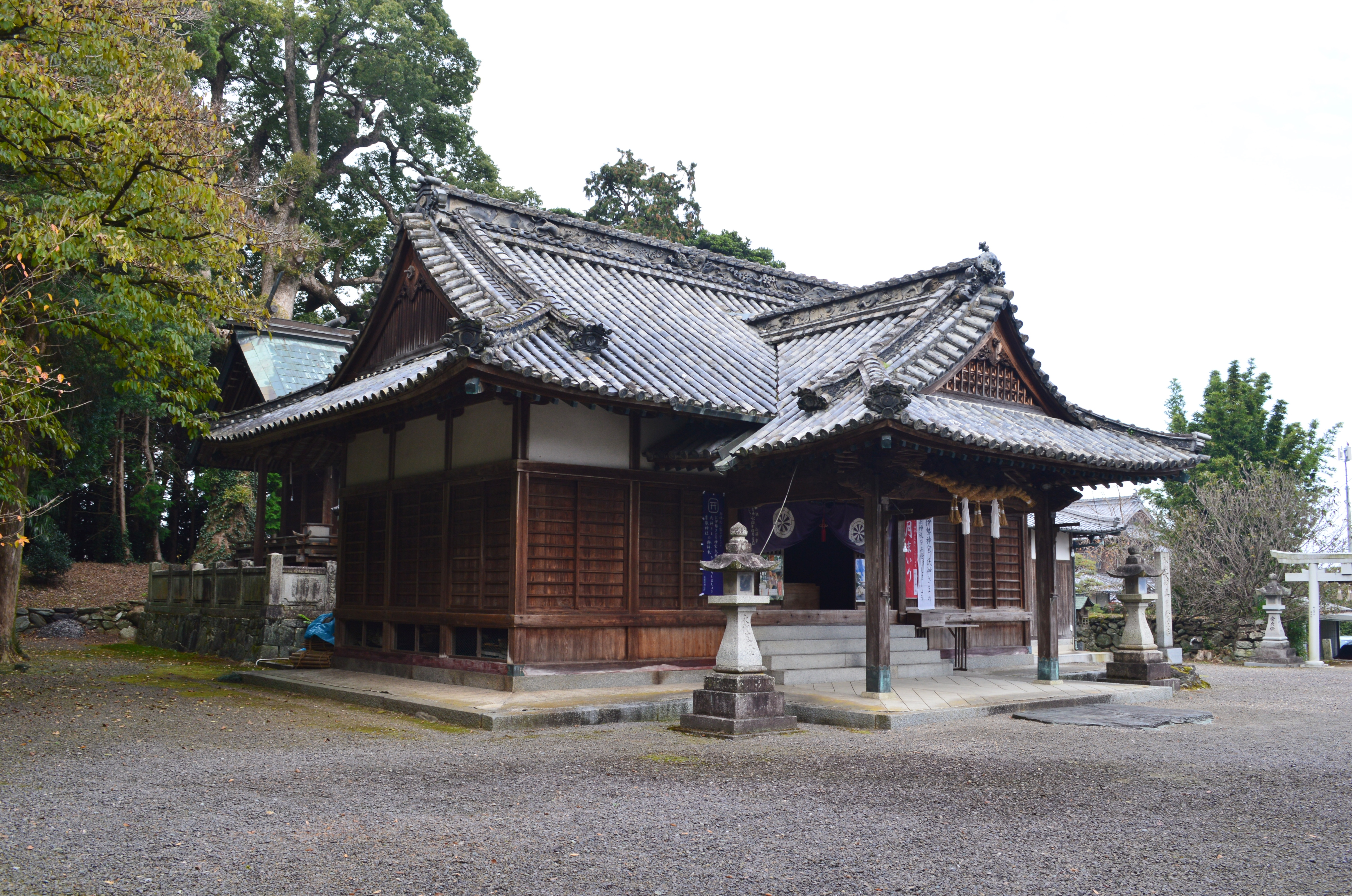
拝殿
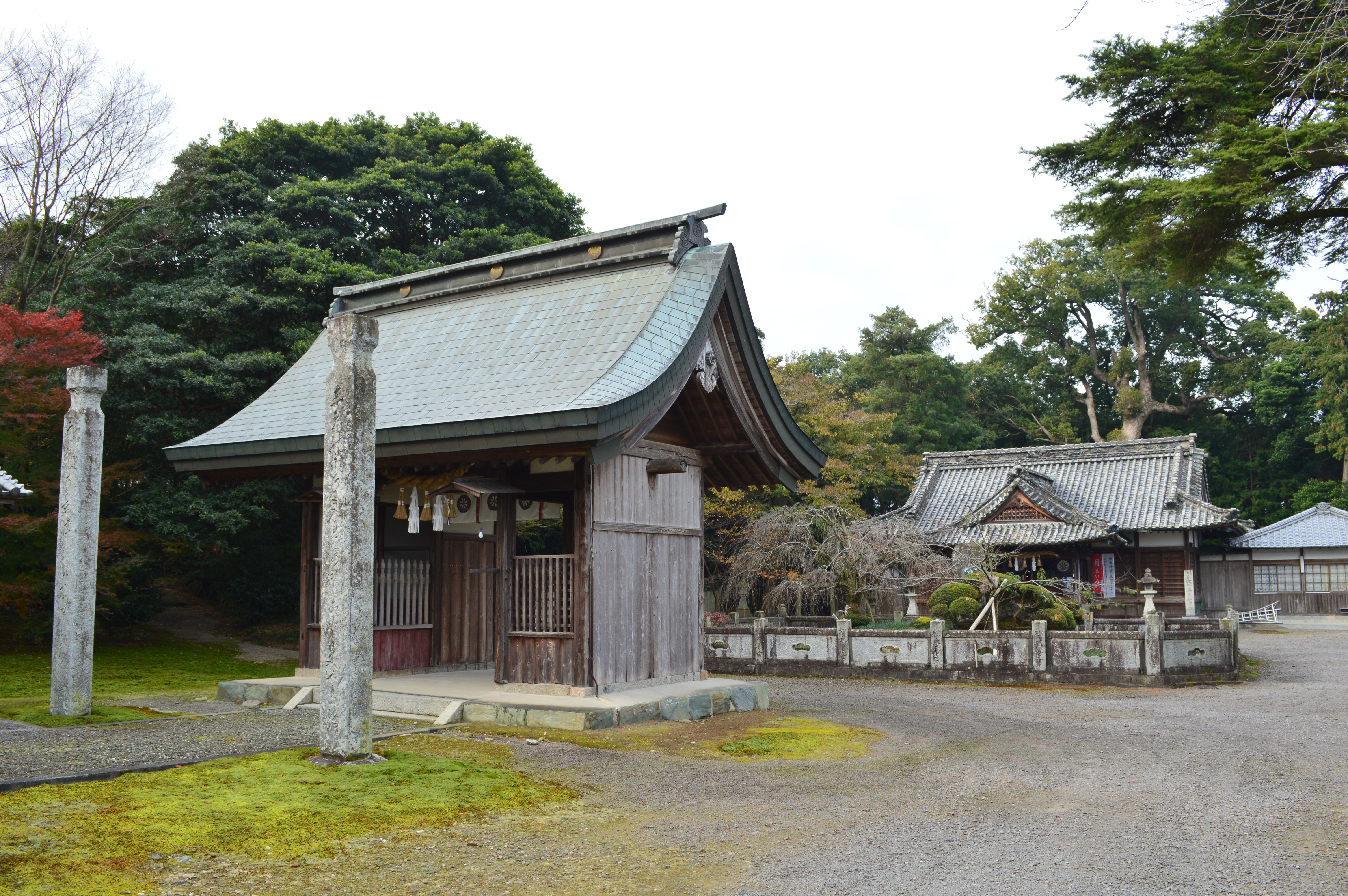
神門
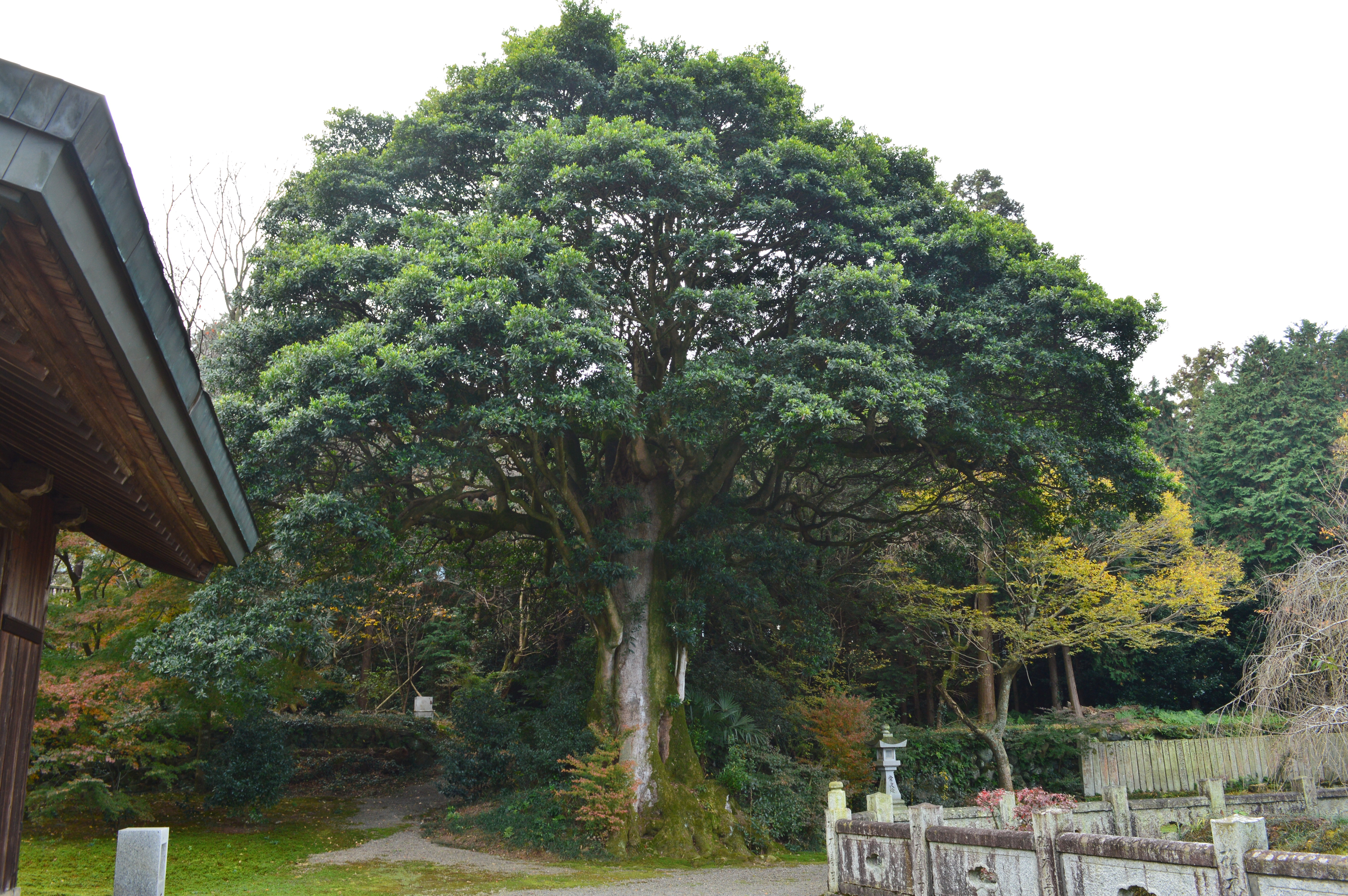
ホルトノキ
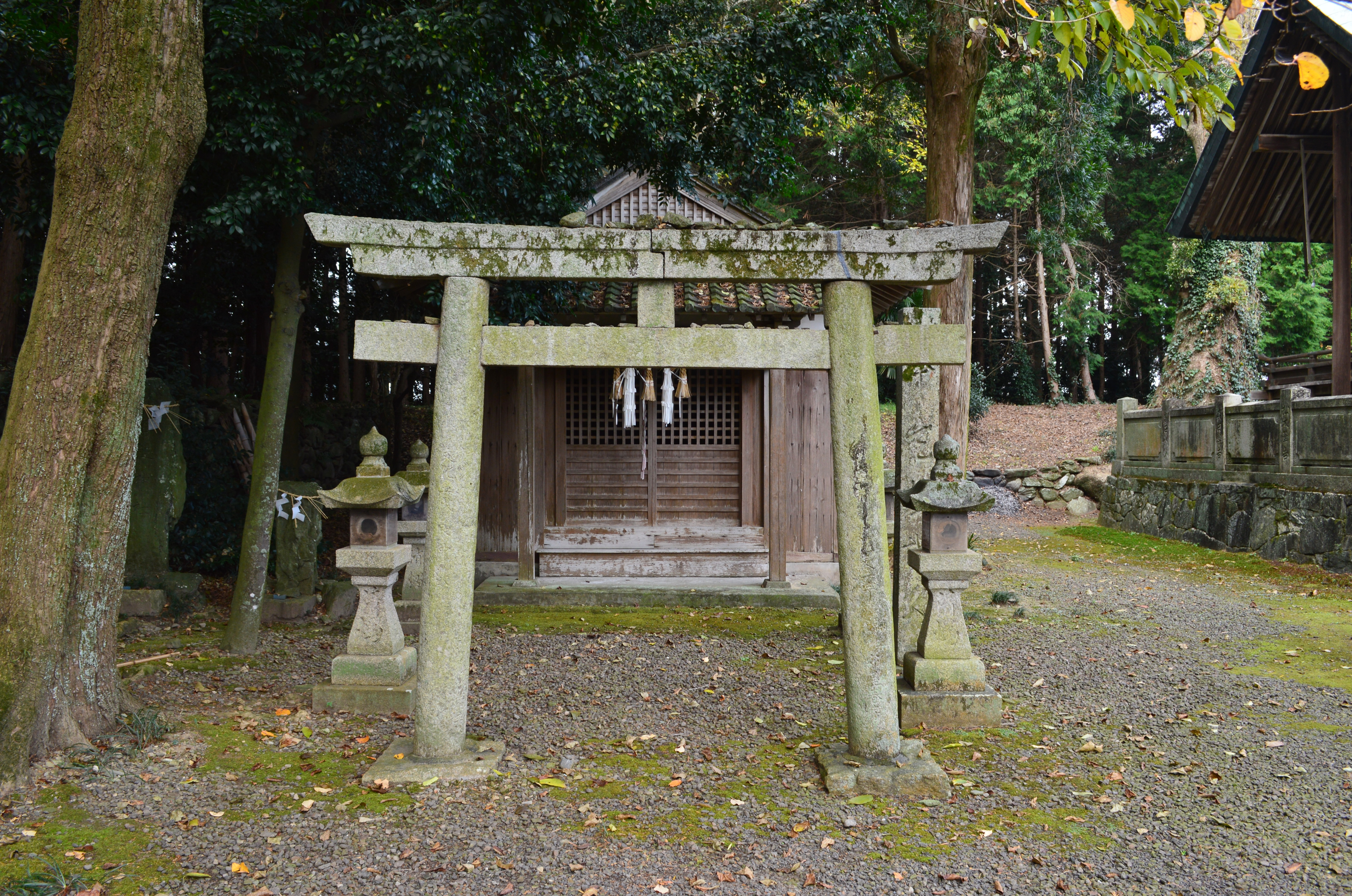
境内社

## 祭事
土居太鼓祭り【開催日・10月13日14日15日】
- 津根太鼓台
- 東村子供太鼓台
- 西村子供太鼓台
- 三葉会子供太鼓台
- 樋之口子供太鼓台